# Henry Bradbury

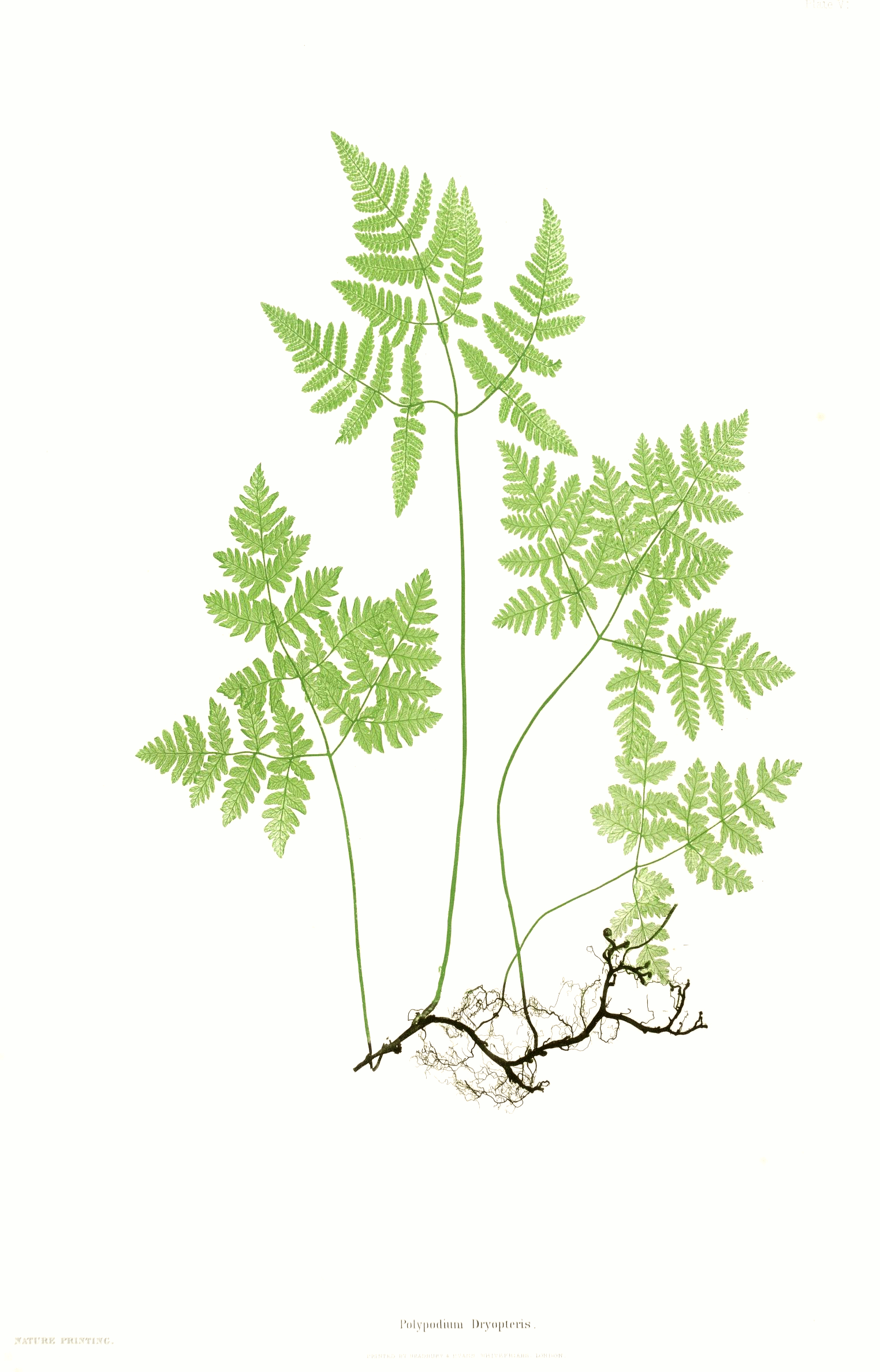
Impresión natural realizada por Henry Bradbury del helecho Gymnocarpium dryopteris

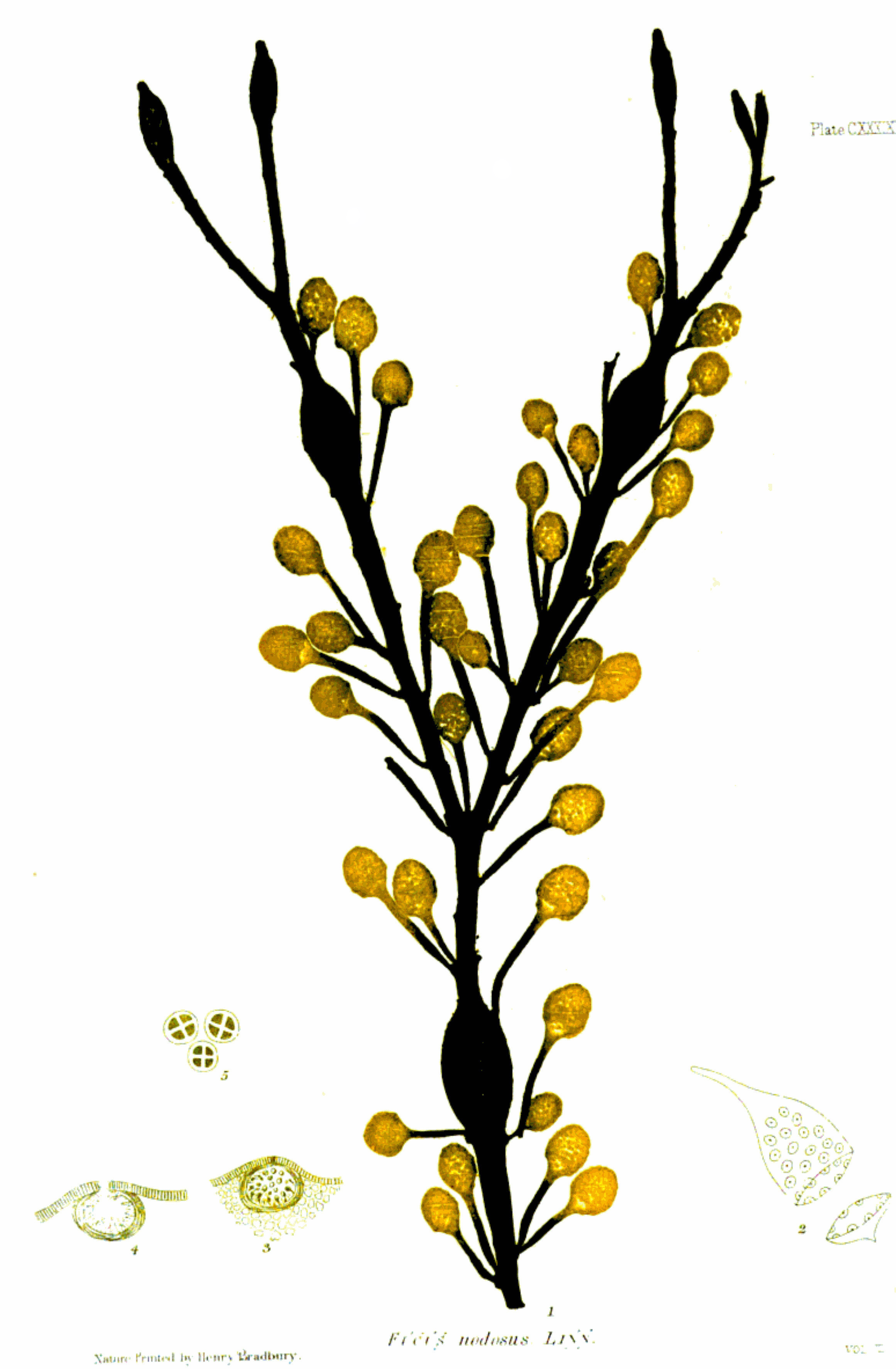
Impresión natural de Henry Bradbury, del alga Ascophyllum nodosum

Henry Bradbury ( 1831 - 1860) fue un impresor, ilustrador naturalista británico. Como ilustrador, desarrolla y aplica la técnica de la impresión natural inventada por el austríaco Alois Auer, especialmente durante la edición de dos libros de referencia : The Ferns of Great Britain and Ireland (Los helechos de Gran Bretaña y de Irlanda) aparecido en 1855; y de The nature-printed British sea-weeds (Las algas británicas en impresiones naturales) publicada de 1859 a 1860. Dicha técnica consistía en presionar muestras de hojas en una placa delgada, de mina blanda, dejando una talla dulce o calcografía, con detalles muy finos.
Como impresor, funda la Bradbury Wilkinson & Co que fue activa hasta 1986 y se especializaba en la impresión de timbres y de billetes de banco.
Era hijo de William Bradbury, el creador de la Casa editorial Bradbury & Evans. Henry estudió en el "Bureau impérial d'imprimerie de Vienne" bajo la dirección de Alois Auer.
Se suicidó a los 29 años, bebiendo un ácido.